# Phoracanthini
Phoracanthini es una tribu de coleópteros crisomeloideos de la familia Cerambycidae. Phoracantha es una plaga para los eucaliptos.

## Géneros
Se reconocen los siguientes 22 géneros con 219 especies:
- Allotisis Pascoe, 1866 (9 especies)
- Allotraeus Bates, 1887 (3 especies)
- Armylaena Thomson, 1878 (7 especies)
- Atesta Pascoe, 1866 (36 especies)
- Coleocoptus Aurivillius, 1893 (1 especie)
- Coptocercus Hope, 1841 (41 especies)
- Cordylomera Audinet-Serville, 1834 (34 especies)
- Demelius Waterhouse, 1874 (1 especie)
- Epithora Pascoe, 1866 (1 especie)
- Monoplia Newman, 1845 (1 especie)
- Nyphasia Pascoe, 1867 (5 especies)
- Nysina Gahan, 1906 (14 especies)
- Paraskeletodes Aurivillius, 1927 (1 especie)
- Paratesta Wang, 1993 (3 especies)
- Phoracantha Newman, 1840 (42 especies)
- Phytrocaria Wang, 1996 (1 especie)
- Porithodes Aurivillius, 1912 (6 especies)
- Semiphoracantha Vives & al., 2011 (1 especie)
- Skeletodes Newman, 1850 (6 especies)
- Steata Wang, 1995 (1 especie)
- Thoris Pascoe, 1867 (8 especies)
- Yorkeica Blackburn, 1899 (1 especie)